# 私的独占
私的独占（してきどくせん）とは、独占の一形態であり、一事業者があらゆる手段を講じて経済力を集中し、市場に対する優位を持ち、その優位性を駆使して他の事業者の事業活動を支配又は妨害するなどしてその市場の支配を行う行為を指す。
私的独占は、私的独占の禁止及び公正取引の確保に関する法律（独占禁止法）により規制されている。同法において「私的独占」とは、事業者が、単独に、又は他の事業者と結合し、若しくは通牒し、その他いかなる方法を以ってするかを問わず、他の事業者の事業活動を排除し、又は支配することにより、公共の利益に反して、一定の取引分野における競争を実質的に制限することをいう（2条5項）。
私的独占と見なすためには、単純に市場支配力が高いだけではなく、市場を支配するための何らかの違法行為を行っていることを裏付ける必要がある。

## 市場支配的行為

### 排除行為
他の事業者の事業活動の継続を困難にさせる行為。主に以下の3つが挙げられる。
不当廉売
詳細は不当廉売を参照。
地域的差別対価
ある市場において優位を持つ事業者が、新規参入事業者が進出を予定している地域に対してのみ価格の引き下げなどを行う行為。予め参入事業者を排除又は参入事業者に対して優位性を持たせておく意味合いがある。
排他条件付取引
ある市場において優位を持つ事業者が、他の事業者が取引相手としている取引先に対してのみ価格の引き下げなどを行う行為。他の事業者の得意先を奪う「不公正な取引方法」の典型的行為である。
排除行為はそれ自体不公正な取引方法に該当するケースが多いが、それに限られない。例えば、濫用的な商標出願が排除行為とされた例もある。

### 支配行為
他の事業者の自由な意思での事業活動を困難にさせる行為。主に以下の3つが挙げられる。
- 優位を持つ事業者が他の事業者の株式を取得する行為
- 優位を持つ事業者の役員が、他の事業者の役員を兼任する行為
- 優位を持つ事業者がその優越的な地位を利用して、他の事業者との取引で有利な条件を引き出す行為。詳細は優越的地位の濫用を参照。

支配行為は、必ずしも相手方の意思に反していることを要しない。株式取得や役員派遣が支配とされるのは、それにより事実上意思決定を左右できる立場を獲得するからである。

## 対市場効果
私的独占が成立するためには「一定の取引分野における競争を実質的に制限すること」が必要である。

### 一定の取引分野
対市場効果の認定の前提として、まず、どの範囲における「競争を実質的に制限する」のか、市場の画定が必要である。一般には、地理的市場と商品市場の両側面から画定される。地理的市場の範囲は、広くは日本全国から、狭いものでは特定の自治体の指名競争入札を取引分野としたものまで様々である。

### 競争の実質的制限
競争の実質的制限とは、市場支配力の形成・維持・強化をいう。
市場支配力の定義は一様ではないが、例えば「競争自体が減少して、特定の事業者または事業者団体がその意思で、ある程度自由に、価格、品質、数量、その他各般の条件を左右すること」ができる力（東京高判昭28･12･7）と定義される。
審決例や裁判例においては、排除行為又は支配行為によって市場シェアが上昇したことを認定する場合が「競争の実質的制限」の認定の典型であるが、必ずしも具体的な数字を挙げる場合ばかりではない。